# Cemre Ebüzziya
Cemre Ebüzziya, auch Cemre Ebuzziya (* 1. Januar 1989 in Istanbul) ist eine türkische Schauspielerin.

## Leben
Cemre Ebüzziya stammt aus einer türkischen Familie mit Künstlern, Journalisten und Geschäftsleuten. Sie ist die Tochter der Schauspielerin Nilgün Utku (geb. 1960). Ihre Eltern ließen sich vor ihrer Geburt scheiden. Der Schauspieler Menderes Utku (geb. 1963) ist ihr Onkel, die Keramikkünstlerin Alev Ebüzziya (geb. 1938) ihre Tante. Ihre Großväter sind der Regisseur, Drehbuchautor und Produzent Ümit Utku (1929–2016) und der Politiker, Journalist und Schriftsteller Ziyad Ebuzziya (1911–1994).
Cemre Ebüzziya besuchte bis zum Alter von 17 Jahren die Istanbuler Pierre-Loti-Privatschule, in der mit Ausnahme von einigen wenigen türkischen Grund- und Kulturfächern in französischer Sprache unterrichtet wird. Anschließend studierte Cemre Ebüzziya in den USA am Konservatorium der North Carolina School of the Arts.
Ihr Filmdebüt hatte sie im Jahr 2012 in der türkischen Fernsehserie Muhteşem Yüzyıl („Prächtiges Jahrhundert“). Der erste Spielfilm, in dem sie im Jahr 2015 mitwirkte, ist Bulantı („Übelkeit“).
Cemre Ebüzziya  arbeitete mit den Regisseuren  Zeki Demirkubuz, Ferzan Özpetek, Emin Alper, Çiğdem Sezgin, Ali Aydın, Tolga Karaçelik und Cem Yılmaz zusammen.

## Filmografie (Auswahl)

### Kinofilme
- 2015: Bulantı
- 2015: Kasap Havası
- 2017: İstanbul Kırmızısı
- 2018: Chronologie (Kronoloji)
- 2019: Karakomik Filmler
- 2019: Eine Geschichte von drei Schwestern (Kız Kardeşler)
- 2024: On the Water Surface
- 2025: Brides

### Fernsehserien
- 2012: Muhteşem Yüzyıl (3. Staffel)
- 2013: Muhteşem Yüzyıl (4. Staffel)
- 2013: Ben Onu Çok Sevdim
- 2013: Galip Derviş (2. Staffel)
- 2015: Mordkommission Istanbul – Club Royal
- 2018: Bertu Ben
- 2021: Ilginç Bazi Olaylar
- 2023: Ya Çok Seversen
- 2023: Magarsus

## Auszeichnungen
Für ihre darstellerischen Leistungen im Film Eine Geschichte von drei Schwestern wurde Cemre Ebüzziya gemeinsam mit Helin Kandemir und Ece Yüksel beim International Istanbul Film Festival 2019 als Beste Schauspielerinnen im Nationalen Wettbewerb ausgezeichnet.